# Geblümter Stil
Als geblümten Stil bezeichnet man in der Germanistik seit dem ausgehenden 19. Jahrhundert eine Stilrichtung in der mittelhochdeutschen Dichtung des Spätmittelalters von etwa der Mitte des 13. bis zur Mitte des 15. Jahrhunderts.

## Merkmale
Als charakteristische Merkmale gelten:
- Vermehrter und betonter Einsatz rhetorischer Schmuckmittel (varwen, redebluomen), nach Meinung von Hennig Brinkmann unter Bevorzugung von Mitteln des ornatus difficilis[1], worunter einige lateinische Theoretiker seit dem Anfang des 13. Jahrhunderts speziell die Tropen, das Hyperbaton und die Onomatopöie zusammenfassten.[2]

- Streben nach dem ungewöhnlichen und kunstvoll schwierigen sprachlichen Ausdruck (wilde wort), einerseits in der Wortwahl (gesuchte seltene Wörter und Wortformen, Dialektwörter, Archaismen, Neologismen und ungewöhnliche Ableitungen, Fremdwörter und Lehnwörter aus dem Französischen und Lateinischen), andererseits durch Auffälligkeiten in Syntax und Satzbau (u. a. asyndetische Reihung von Satzteilen, Nachahmung lateinischer Wortstellung, formelhafte Ersetzung der finiten Verbform durch Partizip Präsens mit der Kopula sin oder werden, unter Aufgabe der ursprünglich durativen Bedeutung dieser Konstruktion).

- Betonung und stärker regelgebundene Behandlung der metrischen Form, u. a. durch Einschränkung der Füllungsfreiheit im Versbau, Vereindeutigung und Komplizierung der Strophenformen und Verwendung seltener, gesuchter Reime (wilder rim, spaeher rim). Eine allgemeine Bevorzugung bestimmter Formtypen oder Gattungen ist hierbei nicht gegeben, sondern dem „geblümten Stil“ werden in der Forschung Texte aus einem größeren Spektrum von Gattungen der mittelhochdeutschen Versdichtung zugeordnet.

- Nach dem Vorbild der mittellateinischen Tradition, aber auch mittelhochdeutscher Vorgänger wie Gottfried von Straßburg, Verwendung metapoetischer Metaphern, in denen der Bildbereich des Pflanzlichen auf den Bereich der Sprachkunst übertragen wird:[3] z. B. (rede)bluomen (lat. flores rhetorici, flosculi, für den Schmuck der Rede), blüemen, florieren (lat. floribus exornare, für den Vorgang der Schmückung der Rede), bluomen lesen, bluomen prechen (lat. flores legere, flosculos carpere, für den Vorgang der dichterischen Inventio), und ausgeführtere Garten-, Baum- und Kranz-Allegorien. Die germanistischen Ausdrücke „geblümter Stil“ und „Blümer“ für Vertreter dieses Stils knüpfen hieran an, besitzen aber bei mittelhochdeutschen Autoren als Selbstbezeichnung oder Bezeichnung ihres Stils noch kein direktes Äquivalent.

## Eingrenzung
Die zeitliche Eingrenzung des „geblümten Stils“ hat sich als schwierig erwiesen, da die als charakteristisch eingeschätzten Stilmittel auch schon in Dichtungen der so genannten klassischen Periode auftreten, so auch schon bei Wolfram von Eschenbach und Gottfried von Straßburg, deren Dichtkunst von späteren Vertretern ausdrücklich als Vorbild gerühmt und mit Metaphern des blüemens umschrieben wird. Die Abgrenzung wird deshalb in erster Linie nach dem Grad der Ausbildung und Häufung der Stilmittel vorgenommen, ohne dass für die Grenzziehung aber objektive Kriterien zur Verfügung stehen. Die Anfänge des geblümten Stils werden deshalb teils bei Konrad von Würzburg und dem Dichter des Jüngeren Titurel gesehen, die nach einhelliger Auffassung als Hauptvertreter gelten können, teils werden die Anfänge aber auch schon bei Wolfram (Brinkmann), Gottfried (Mosselmann) oder Gottfrieds Schüler Rudolf von Ems (Ehrismann) angesetzt. Ähnliche Unsicherheiten bestehen bei der zeitlichen Bestimmung des Endes dieser Stilperiode und ihrer Abgrenzung gegenüber dem Meistersang.

## Deutung
Während die ältere Forschung den „geblümten Stil“ als die Verfolgung eines gemeinsamen, die gesamte Epoche durchziehenden Stilideals ansah, geht die Forschung heute eher von einem konkurrierenden Nebeneinander und Nacheinander unterschiedlicher Individualstile aus, die im Kontext ihrer je eigenen Aussage- und Wirkungsabsichten zu deuten und nur noch mit Vorbehalt einem gemeinsamen Stilbegriff zuzuordnen sind. Die Erklärung der unter diesem Begriff zusammengefassten Stilphänomene war in der älteren Forschung zudem stark durch eine ablehnend wertende Haltung belastet, die darin das „Epigonentum“, das „irregeleitete Empfinden“ und die „Künstelei“ einer gegenüber der klassischen Blütezeit im Verfall befindlichen Dichtkunst von nachgeborenen Dichtergenerationen sah. Die neuere Forschung vermeidet solche Wertungen und sucht die Erklärung stattdessen in dem durch die Ausbreitung des Schulwesens verstärkten Einfluss der Rhetorik, in der Suche nach dem auch in der Volkssprache adäquaten Ausdruck für die Behandlung religiöser, theologischer und wissenschaftlicher Themen, bei der „geblümter Stil“ und das zeitgleiche Aufblühen der Deutschen Mystik (Meister Eckhart, Johannes Tauler, Heinrich Seuse) im Zusammenhang gesehen werden, und schließlich in übergreifenden Entwicklungen wie dem als Einflussfaktor für die Bevorzugung von Wortspiel und Sprachexperiment gedeuteten Nominalismus.

## Wichtige Vertreter
- Albrecht, der Dichter des Jüngeren Titurel (um 1260/75)
- Konrad von Würzburg (1220/30–1287)
- Johann von Würzburg (um 1314)
- Frauenlob (1250/60–1318)
- Egen von Bamberg (um 1320/1340)
- Hadamar von Laber (um 1300 – um 1360)
- Heinrich von Mügeln (1319 – um 1380)
- Peter Suchenwirt (um 1340 – nach 1395)
- Hugo von Montfort (1357–1423)
- Hermann von Sachsenheim (um 1365–1458)
- Muskatblüt (1. Hälfte 15. Jh.)

## Textbeispiel
| „Gevîolierte blüete kunst, dîns brunnen dunst unt dîn geroeset flammenrîche brunst diu hâte wurzelhaftez obez gewidemet: in dem boume künste rîches lobes hielt wipfels gunst sîn list, durchliljet kurc.“ – Frauenlob: Nachruf auf Konrad von Würzburg, Spruchstrophe im Zarten Ton (VIII,26) | „Veilchenhafte Blütenkunst, deiner Quelle Hauch und dein rosig flammenhafter Brand, die hatten tiefwurzelnde Frucht erhöht: im Baume künstereichen Ruhms hielt Gipfelrang sein Können, lilienhaft erlesen.“ – Nhd. Übersetzung |